# Mercy (canção de Muse)
"Mercy" é uma canção da banda inglesa de rock Muse do seu sétimo álbum, intitulado Drones. Foi lançado como single em 18 de maio de 2015.

## Contexto
A canção faz parte do conceito do álbum sobre a "jornada de um humano, desde o seu abandono e desespero, ao seu doutrinamento pelo sistema para ser um drone humano, até a sua eventual deserção dos seus opressores". No site oficial da banda, o compositor e cantor Matthew Bellamy afirmou: "a primeira linha de ‘Mercy’ - Help me I’ve fallen on the inside ("Me ajude, eu cai por dentro") - é uma referência ao protagonista sabendo e reconhecendo que ele perdeu tudo, que ele perdeu a sua individualidade. Em seguida, percebe que superou as forças obscuras a que foi submetido [na canção] ‘Psycho’."

## Descrição
Em sua resenha sobre o álbum Drones, Mark Beaumont da NME descreveu a canção como um "notável electro-rock". Collin Brennan da Consequence of Sound disse que era um "hino" remanescente "dos últimos dias do U2". Da mesma forma, Andrew Trendell da Gigwise descreveu a música como " impetuoso e vibrante hino conduzido ao piano".

## Video clipe
O video clipe foi dirigido por Sing J. Lee.

## Recepção
No período do lançamento do álbum, a resposta da crítica especializada foi mista. Andrew Trendell da Gigwise elogiou a canção como "sincera" e "uma joia de estádio intocada". Na sua resenha sobre o disco, Collin Brennan, da Consequence of Sound, contudo, foi menos favorável, dizendo que a canção era "supostamente cheia de comentário político e é negado pelo palpável desejo de ver a música tocada nas rádios".

## Tabelas musicais
| Paradas (2015)                                          | Melhor posição |
| ------------------------------------------------------- | -------------- |
| França (SNEP)                                           | 40             |
| Espanha (PROMUSICAE)                                    | 49             |
| Reino Unido (OCC UK Rock and Metal)                     | 1              |
| Estados Unidos (Billboard Hot Rock & Alternative Songs) | 38             |
| Estados Unidos (Billboard Alternative Airplay)          | 10             |
| Estados Unidos (Billboard Mainstream Rock)              | 23             |
| Estados Unidos (Billboard Rock Airplay)                 | 14             |